# Liste der Kreisstraßen im Kreis Heinsberg
Die Liste der Kreisstraßen im Kreis Heinsberg ist eine Auflistung der Kreisstraßen im Kreis Heinsberg, Nordrhein-Westfalen.

## Abkürzungen
- K: Kreisstraße
- L: Landesstraße
- N: Rijksweg (NL) (ein- und zweistellige Zahlen) oder Provinciale weg (NL) (dreistellige Zahlen)

## Liste
Die Kreisstraßen behalten die ihnen zugewiesene Nummer innerhalb von Nordrhein-Westfalen auch bei einem Wechsel in einen anderen Kreis oder in eine kreisfreie Stadt. Nicht vorhandene bzw. nicht nachgewiesene Kreisstraßen werden in Kursivdruck gekennzeichnet, ebenso Straßen und Straßenabschnitte, die unabhängig vom Grund (Herabstufung zu einer Gemeindestraße oder Höherstufung) keine Kreisstraßen mehr sind.
Der Straßenverlauf wird in der Regel von Nord nach Süd und von West nach Ost angegeben.
| Nr.  | Verlauf |
| ---- | --- |
| K 1  | (von der N 276 in der Provinz Limburg, Niederlande) – Staatsgrenze – Isenbruch – K 2 – Tüddern – L 228 – K 15 – in Süsterseel |
| K 2  | K 1 – Havert – Lind – Stein – L 228 in Heilder |
| K 3  | L 228 in Saeffelen – Breberen – K 17 – Harzelt – K 13 – Schierwaldenrath – Birgden – L 227 – in Gillrath |
| K 4  | (von der N 274 in der Provinz Limburg, Niederlande) – Staatsgrenze – Waldfeucht – K 5 – K 17 – Frilinghoven – Hontem – L 228 – Selsten – Laffeld (– Abzweig zur L 228 über Aphoven) – Scheifendahl – L 227 – Straeten –                                                |
| K 5  | L 227 – Gangelt – Hastenrath – K 15 – Saeffelen – L 228 – K 4 – Waldfeucht – Brüggelchen – Haaren – Soperich – Neuhaaren – Kirchhoven – Lieck (– Abzweig zur L 228) – Heinsberg – L 230 – Grebben – L 227 – – K 22 – Porselen – Horst bei Dremmen – L 228 in Randerath |
| K 6  | L 228 in Lindern – Kreisgrenze – (K 6 in der Städteregion Aachen) |
| K 7  | L 117 in Holzweiler – Kreisgrenze – (K 7 im Kreis Düren) |
| K 8  | L 364 in Golkrath – Houverath – L 227 – K 32 in Doveren |
| K 9  | – L 19 – Myhl – K 20 – L 46 in Altmyhl |
| K 10 | L 3 in Wegberg – Buschmühle – Kreisgrenze – (K 10 in Mönchengladbach) |
| K 11 | L 221 in Übach-Palenberg – Kreisgrenze – (K 11 in der Städteregion Aachen) |
| K 12 | (K 12 in Mönchengladbach) – Kreisgrenze – Ellinghoven – L 400 in Beeck |
| K 13 | K 3 in Harzelt – Langbroich – K 17 – K 56N – Vinteln – L 227 in Gangelt |
| K 14 | L 364 in Brachelen – Kreisgrenze – (K 14 im Kreis Düren) |
| K 15 | K 5 – Kleinwehrhagen – Großwehrhagen – L 410 – Höngen – K 1 – in Süsterseel |
| K 16 | L 364 in Hilfarth – K 22 – Himmerich – L 228 in Randerath |
| K 17 | K 4 in Waldfeucht – Bocket – L 228 – Breberen – K 3 – Brüxgen – Schümm – K 13 |
| K 18 | L 366 in Lövenich – Kreisgrenze – (K 18 im Kreis Düren) |
| K 19 | (K 19 in Mönchengladbach) – Kreisgrenze – K 30 – Venrath – Kuckum – Kreisgrenze – (K 19 in Mönchengladbach) |
| K 20 | L 117 in Orsbeck – K 9 in Myhl |
| K 21 | L 117 – Effeld – Steinkirchen – Ophoven – K 34 – Kempen – L 230 |
| K 22 | L 227 – K 16 in Hilfarth |
| K 23 | in Arsbeck – Dalheim-Rödgen – in Wildenrath |
| K 24 | L 364 in Würm – in Immendorf |
| K 25 | L 400 in Beeck – Holtum – L 3 |
| K 26 | L 364 in Golkrath – K 28 – Kleingladbach – Horst bei Hückelhoven – Schaufenberg – L 117 in Millich |
| K 27 | in Holthausen – Kreisgrenze – (K 27 in der Städteregion Aachen) |
| K 28 | L 46 in Gerderath – K 26 in Kleingladbach |
| K 29 | L 367 – L 364 – Geneiken – Schwanenberg – L 46 – L 202 – Lentholt – L 19 – K 31 – Matzerath – L 227 – Hetzerath – K 32 – |
| K 30 | K 19 – L 354 in Kaulhausen |
| K 31 | L 202 in Golkrath – K 29 in Matzerath |
| K 32 | L 117 in Doveren – K 8 – Hetzerath – K 29 – – Granterath – L 366 |
| K 33 | L 19 in Kückhoven – L 117 in Katzem |
| K 34 | K 21 – Forst – L 117 – in Wassenberg |

## Quelle
- Landesvermessungsamt Nordrhein-Westfalen, Kreiskarte Nr. 45: Kreis Heinsberg